# Global Effect – Am Rande der Vernichtung
Global Effect – Am Rande der Vernichtung ist ein Actionfilm von Terry Cunningham.

## Handlung
In einem Geheimlabor in Südafrika arbeitende Wissenschaftler feiern eine Party, die von Nile Spencer, einem ökologisch motivierten Terrorist, und Mitkämpfern überfallen wird. Die Terroristen entwenden dabei tödliche Viren. Die Virologin Dr. Sera Levitt, die als einzige ein Antiserum produzieren kann, wird entführt.
Nile droht mit der Tötung der Menschheit. Das US-Militär erwägt die Benutzung der Nuklearwaffen gegen die Terroristen.
Der Söldner Marcus Poynt kämpft in einer Kommandomission gegen die Terroristen. Er wird dabei durch eine Bande der Diamantenschmuggler gestört.

## Kritiken
- „TV direkt“: „Spannender Actionkracher“
- „All Movie Guide“ (Buzz McClain):[1] Es gebe viel Handlung, aber die darauffolgenden Ereignisse seien nicht miteinander verbunden. Die Produktion biete zwar eine aufwendige Ausstattung, darunter viele Explosionen und Schießereien, jedoch wenig Spannung. Dank des Charmes von Mädchen Amick, der Ausstrahlung Daniel Bernhards als Good-Guy und der Boshaftigkeit von Joel West sei der Thriller tolerierbar. (Quelle im Lexikon answers.com)